# Росоховатський Ігор Маркович
Росоховатський Ігор Маркович (30 серпня 1929, Шпола — 8 червня 2015) — український   письменник-фантаст, прозаїк та поет.

## Біографія
Народився в місті Шпола Черкаської області. Закінчив філологічний факультет Київського педагогічного інституту. Науковий журналіст, працював у редакціях українських газет («Юний ленінець» та ін.), автор багатьох книг і понад сотні науково-популярних статей. У співавторстві з доктором фізико-математичних наук, ученим-кібернетиком, членом-кореспондентом АН СРСР А. О. Стогнієм він написав науково-популярні книги «КД — кібернетичний двійник» (1975) і «Двійник конструктора Васильченко» (1979), в яких є «вкраплення» фантастичних оповідань автора. І. Росоховатский був головним редактором київського журналу «Всесвітня фантастика і детектив». Член Спілки журналістів і Спілки письменників СРСР. Жив у Києві.
Друкуватися почав у 1946 році. У 1954 році у видавництві «Молодь» вийшла його перша книга — поема «Міст (Слово про Івана Кулібіна)». У фантастиці дебютував у 1958 році оповіданням «Море, що бушує в нас…». Науково-фантастичні твори Росоховатського відзначалися преміями на республіканських, загальносоюзних і міжнародних конкурсах журналу «Техніка молоді», призом журналу «Уральський слідопит».

## Головна тема творів
Головна тема письменника, що пройшла практично через всю його творчість — це недосконалість людини. Росоховатський у кожному своєму оповіданні шукав причини цього і пропонував шляхи, нехай поки що фантастичні, зміни людини до кращого. Не випадково з цього і вилився його цикл про сигомів, а також оповідання про нероздільний зв'язок усього сущого: космосу, людини, травинки — живої і неживої природи.
У деяких, незв'язаних між собою, оповіданнях автора згадується могутня зброя «генхас» (Генератор Хаосу), що порушує внутрішньоатомні зв'язки в молекулах — будь-який предмет, що потрапляє в поле «генхаса», розсипається до невпізнанності.
Твори письменника хронологічно не вишикуєш, проте, за їх змістом можна скласти картину майбутнього «поліпшення» людини, яким його бачить І. Росоховатський. Кіберорганізми повинні стати наступним етапом еволюційного розвитку на Землі. Якщо, спочатку це будуть високоорганізовані мислячі роботи, ніякої подоби з виглядом людини не мають (повість «Закони лідерства»), то потім на сцену виходять КД — кібернетичні двійники, які не відрізняються від людей, але володіють необмеженою пам'ятю, а також можливість самовдосконалитися в разі потреби (повість «Годинник»).

### Сигоми
Третій етап — найголовніший. Сигоми — ось та панацея, що дозволить людині не тільки досягти найвіддаленіших куточків Всесвіту, але і на багато років, аж до безсмертя, продовжити термін життя людини, нехай навіть і в напівкібернетичному виді.
Тема сигомів виникла у творчості Росоховатського в 1960 році, починаючи з повісті «Смертні і безсмертні». Автор сподівався, що сигоми стануть наступним етапом людської еволюції: «Людина переступить природні рамки і відобразить саму себе в універсальному пластичному організмі, буде безболісно добудовувати і перебудовувати його».
Сигом — скорочена назва від словосполучення «синтетичний гомо» (лат. homo — людина) — синтетична людина, що буде штучно створена у недалекому майбутньому — у XXI столітті. Вони, як правило, не вирізняються розмірами від звичайних людей, але мають ідеальну форму тіла і риси обличчя. Вони переробили своє тіло відповідно своїх завдань і можливостей, і можуть переміщатися в просторі без видимих двигунів. Створювали їх з єдиною метою — пройти там, де не пройде людина, наприклад, дослідження далекого космосу, так що на Землі їх лише одиниці. А в космічному просторі їх набагато більше.

## Твори

### Українською мовою

#### Повісті
- 1964 — Стрілки годинника
- 1966 — Дзеркало пам'яті
- 1967 — Справа командора
- 1967 — Сигом і Творець (Сигом і Диктатор)
- 1968 — Стрибнути вище за себе…
- 1970 — Зрозуміти іншого
- 1970 — Яким ти повернешся?
- 1971 — Нехай сіяч знає (У підводних печерах)
- 1973 — Підстава для оптимізму
- 1974 — Ураган
- 1977 — Зустріч
- 1987 — Джерела (Тріумф «Каскадерів»)
- 1989 — Годинник
- Трилогія про сигома Юрія
  - 1979 — Гість
  - 1984 — Можливість відповіді
  - 1989 — Останній сигнал
- 1994 — Кооператив «Твор.-Труд»
- 1994 — Чорний ангел
- 1995 — Перебіжчик з минулого століття[3]

#### Збірки
- 1967 — Справа командора (науково-фантастичні оповідання та повість)
- 1970 — Яким ти повернешся? (науково-фантастичні оповідання та повісті)
- 1977 — Ураган, (науково-фантастичні оповідання та повісті)
- 1979 — У підводних печерах: Фантастична повість та оповідання[4]
- 1983 — Зворотний зв'язок: Науково-фантастичні оповідання
- 1986 — Можливість відповіді
- 1989 — Останній сигнал: Науково-фантастичні повісті та оповідання

#### Оповідання
- 1992 — Бесполезный эксперимент?..
- 1992 — Загін вусанів
- 1992 — Ромен
- 1992 — Улюблений атракціон
- 1992 — Ще один чудій
- 1996 — Конец света

### Російською мовою

#### Повісті
- 1960 — Смертні і безсмертні (Смертные и бессмертные)
- 1965 — Далека зірка (Дальняя звезда)
- 1966 — На Дальній (На Дальней)
- 1986 — Закони лідерства (Законы лидерства)
- 1986 — Багатоликість (Многоликость)
- 1989 — Варіант ІД (Вариант ИД)
- 1997 — Выкуп с придачей

#### Романи
- 2002 — Ядовитые семена

#### Збірки
- 1990 — Законы лидерства[5]
- 2018 — И всё-таки это было

### Англійською мовою
- 1990 — And Man Created Syhom[6]

## Екранізації
- Під сузір'ям Близнюків — 1980 рік, кіностудія імені О. Довженко, режисер Борис Івченко.